# 27591 Rugilmartin
27591 Rugilmartin è un asteroide della fascia principale. Scoperto nel 2001, presenta un'orbita caratterizzata da un semiasse maggiore pari a 2,3646699 au e da un'eccentricità di 0,0674637, inclinata di 5,24061° rispetto all'eclittica.
L'asteroide è dedicato allo studente statunitense Raymond Ueki Gilmartin.